# سان والنتینو این آبروتزو چیتریوره
سان والنتینو این آبروتزو چیتریوره (به ایتالیایی: San Valentino in Abruzzo Citeriore) یک کومونه در ایتالیا است که در استان پسکارا واقع شده‌است. سان والنتینو این آبروتزو چیتریوره ۱۶ کیلومتر مربع مساحت و ۱٬۹۵۶ نفر جمعیت دارد و ۴۵۰ متر بالاتر از سطح دریا واقع شده‌است.